# بريليفكا (كيرسونسكا)
بريليفكا (Брилівка) هي مدينة في مقاطعة كيرسونسكا في أوكرانيا.